# Condado de Monroe (Illinois)
El condado de Monroe es un condado estadounidense, situado en el estado de Illinois. Según el censo de los Estados Unidos del 2000, la población es de 31 876 habitantes. La cabecera del condado es Waterloo. 

## Colindancias
- Condado de St. Clair - noreste
- Condado de Randolph - sureste
- Condado de Ste. Genevieve - sur
- Condado de Jefferson - oeste
- Condado de St. Louis - noroeste

## Municipalidades

### Ciudades
- Columbia
- Waterloo

### Villas
|                  |                        |
| - Fults - Hecker | - Maeystown - Valmeyer |

### Comunidades no incorporadas
|                                                           |                                                         |                                                  |                               |
| - Ames - Burksville - Burksville Station - Chaflin Bridge | - Foster Pond - Fountain - Harrisonville - Madonnaville | - Merrimac - Monroe City - New Hanover - Renault | - St. Joe - Tipton - Wartburg |